# Rudolf Hummel
Rudolf Hummel (* 6. Juni 1989 in Wien) ist ein österreichischer Eishockeytorwart, der zuletzt für die Vienna Capitals in der Österreichischen Eishockey-Liga spielte.

## Karriere
Hummel begann seine Karriere in Wien, in den letzten Jahren spielte er für alle drei Vereine der Bundes- und Nationalliga: Vienna Capitals, Wiener Eislöwen-Verein und EHC Team Wien. In der Saison 2008/09 bestritt er sieben Bundesliga-Spiele für die Vienna Capitals und stand bei den Capitals bis zum Ende der Spielzeit 2010/11 unter Vertrag. 
Zweimal nahm er mit Österreich an einer U18-Junioren-Weltmeisterschaft teil, 2009 absolvierte er ein Tryout in Boston.

## Karrierestatistik

### Hauptrunde
| Saison  | Team                   | Liga         | GP | W | L | T | MIP | GA | GAA  | SVS | SVS%  | SO | G | A | PIM |
| ------- | ---------------------- | ------------ | -- | - | - | - | --- | -- | ---- | --- | ----- | -- | - | - | --- |
| 2006/07 | Wiener Eislöwen-Verein | Nationalliga | 4  | – | – | – | 240 | 17 | 4.25 | 110 | 86.61 | 0  | 0 | 0 | 0   |
| 2007/08 | EHC Team Wien          | Nationalliga | 4  | 0 | 3 | 0 | 212 | 17 | 4.81 | 107 | 86.29 | 0  | 0 | 0 | 0   |
| 2008/09 | Vienna Capitals        | ÖEHL         | 7  | 4 | 2 | 1 | 357 | 28 | 4.71 | 164 | 85.42 | 0  | 0 | 0 | 0   |
| 2009/10 | Vienna Capitals        | ÖEHL         | 6  | 3 | 1 | 0 | 281 | 13 | 2.78 | 129 | 90.85 | 0  | 0 | 0 | 0   |

### Playoffs
| Saison  | Team            | Liga         | GP | W | L | T | MIP | GA | GAA  | SVS | SVS%  | SO | G | A | PIM |
| ------- | --------------- | ------------ | -- | - | - | - | --- | -- | ---- | --- | ----- | -- | - | - | --- |
| 2007/08 | EHC Team Wien   | Nationalliga | 1  | 0 | 1 | 0 | 40  | 6  | 9.00 | 24  | 80.00 | 0  | 0 | 0 | 0   |
| 2009/10 | Vienna Capitals | ÖEHL         | 1  | 0 | 0 | 0 | 18  | 1  | 3.29 | 8   | 88.89 | 0  | 0 | 0 | 0   |

### International
| Saison | Team         | Liga            | GP | W | L | T | MIP | GA | GAA  | SVS | SVS%  | SO | G | A | PIM |
| ------ | ------------ | --------------- | -- | - | - | - | --- | -- | ---- | --- | ----- | -- | - | - | --- |
| 2006   | Team Austria | U-18 WM, Div. I | 4  | – | – | – | 146 | 13 | 5.34 | 74  | 85.06 | 0  | 0 | 0 | 0   |
| 2007   | Team Austria | U-18 WM, Div. I | 2  | – | – | – | 125 | 9  | 4.32 | 31  | 77.50 | 0  | 0 | 0 | 0   |